# Gnosjö (plaats)
Gnosjö is de hoofdplaats van de gemeente Gnosjö in het landschap Småland en de provincie Jönköpings län in Zweden. De plaats heeft 4364 inwoners (2005) en een oppervlakte van 478 hectare.

## Verkeer en vervoer
Bij de plaats loopt de Länsväg 151.
De plaats had een station aan de nog bestaande spoorlijn Göteborg - Kalmar / Karlskrona.